# Bản Cái
Bản Cái là một xã thuộc huyện Bắc Hà, tỉnh Lào Cai, Việt Nam.
Xã Bản Cái có diện tích 31,34 km², dân số năm 2019 là 1.524 người, mật độ dân số đạt 48 người/km².